# لنور تمیروف
لنور تمیروف (به روسی: Ленур Темиров؛ زادهٔ ۱ ژانویهٔ ۱۹۹۰) یک کشتی‌گیر فرنگی‌کار اهل اوکراین است.
از افتخارات وی می‌توان به کسب دو مدال برنز مسابقات قهرمانی کشتی جهان ۲۰۱۸ و مسابقات قهرمانی کشتی جهان ۲۰۲۱ اشاره کرد. تمیروف در المپیک ۲۰۲۰ توکیو پنجم شد.

## فعالیت حرفه‌ای

### قهرمانی کشتی جهان ۲۰۱۸
تمیروف در وزن ۶۳ کیلوگرم کشتی فرنگی مسابقات قهرمانی کشتی جهان ۲۰۱۸ بوداپست حاضر بود که در مسابقه های اول تا سوم آیدین ناگومانوف از قزاقستان، نیکولای ویچف از بلغارستان و اورماتبک آماتوف از قرقیزستان را شکست داد اما در نیمه نهایی به المورات تاسمورادوف از ازبکستان باخت و به دیدار رده‌بندی رفت. وی در دیدار رده‌بندی تیو ارباتو از چین را شکست داد و مدال برنز وزن ۶۳ کیلوگرم را بدست آورد.

### المپیک ۲۰۲۰ توکیو
تمیروف در وزن ۶۰ کیلوگرم کشتی فرنگی المپیک ۲۰۲۰ توکیو حاضر بود که با شکست المورات تاسمورادوف از ازبکستان و آرمن ملیکیان از ارمنستان به مرحله نیمه نهایی رسید اما در این مرحله مقابل کنیچیرو فومیتا از ژاپن شکست خورد و به دیدار رده بندی رفت. او در این مرحله نیز مقابل والیهان سایلیکه از چین بازی را واگذار کرد و پنجم شد.

### قهرمانی کشتی جهان ۲۰۲۱
تمیروف در وزن ۶۳ کیلوگرم کشتی فرنگی قهرمانی کشتی جهان ۲۰۲۱ اسلو شرکت کرد، او در مسابقه اول و دوم پریکا دیمیتریویچ از صربستان و استیک اندرو برگ از نروژ را شکست داد اما در مسابقه بعد به میثم دلخانی از ایران باخت و با توجه به حضور این کشتی‌گیر در فینال، به دیدار شانس مجدد رفت. او در مرحله شانس مجدد دنیز منکسه از آلمان را شکست داد و به دیدار رده‌بندی رسید. وی در این دیدار طالح ممدوف از آذربایجان را شکست داد و مدال برنز را بدست آورد.